# Kanton Montigny-lès-Metz
Der Kanton Montigny-lès-Metz ist seit 1967 ein französischer Kanton im Arrondissement Metz, im Département Moselle und in der Region Grand Est (bis 2015 Lothringen); sein Hauptort ist Montigny-lès-Metz.

## Lage
Der Kanton liegt westlich der Stadt Metz im Département Moselle.

## Geschichte
Der Kanton entstand am 8. August 1967 aus Teilen des damaligen Kantons Metz-Campagne. Bis 2015 gehörten sieben Gemeinden zum Kanton Montigny-lès-Metz. Mit der Neuordnung der Kantone in Frankreich sank die Zahl der Gemeinden 2015 auf 6. Von den bisherigen 7 Gemeinden blieb nur der Hauptort. Augny wechselte zum neuen Kanton Les Coteaux de Moselle, fünf weitere Gemeinden zum neuen Kanton Le Pays messin. Allerdings kamen dann 4 der 8 Gemeinden des bisherigen Kantons Woippy und die Gemeinde Scy-Gazelles aus dem Verny hinzu.

## Gemeinden
Der Kanton besteht aus sechs Gemeinden mit insgesamt 45.150 Einwohnern (Stand: 1. Januar 2022) auf einer Gesamtfläche von 28,86 km²:
| Gemeinde                 | Mundart Patois | Deutsch                        | Einwohner (2022) | Fläche (km²) | Code postal | Code Insee |
| ------------------------ | -------------- | ------------------------------ | ---------------- | ------------ | ----------- | ---------- |
| Le Ban-Saint-Martin      | –              | Sankt Martinsbann              | 4.637            | 1,59         | 57050       | 57049      |
| Longeville-lès-Metz      | Longevelle     | Longeville bei Metz/Langenheim | 4.017            | 2,71         | 57050       | 57412      |
| Marly                    | Màly           | Marleien                       | 9.937            | 10,8         | 57155       | 57447      |
| Montigny-lès-Metz        | Montgneu       | Monteningen                    | 21.869           | 6,7          | 57950       | 57480      |
| Plappeville              | –              | Papolsheim                     | 2.025            | 2,54         | 57050       | 57545      |
| Scy-Chazelles            | –              | Sigach                         | 2.665            | 4,52         | 57160       | 57642      |
| Kanton Montigny-lès-Metz | Montgneu       | Monteningen                    | 45.150           | 28,86        | -           | -          |

Bis zur landesweiten Neuordnung der französischen Kantone im März 2015 gehörten zum Kanton Montigny-lès-Metz die sieben Gemeinden Augny, Chieulles, Mey, Montigny-lès-Metz (Hauptort), Saint-Julien-lès-Metz, Vantoux und Vany. Sein Zuschnitt entsprach einer Fläche von 36,30 km2. Er besaß vor 2015 einen anderen INSEE-Code als heute, nämlich 5720.

## Bevölkerungsentwicklung des alten Kantons
| 1962   | 1968   | 1975   | 1982   | 1990   | 1999   | 2006   | 2012   |
| ------ | ------ | ------ | ------ | ------ | ------ | ------ | ------ |
| 26.702 | 29.020 | 29.558 | 27.711 | 27.981 | 29.890 | 30.135 | 29.066 |

## Politik
Im 1. Wahlgang am 22. März 2015 erreichte keines der fünf Kandidatenpaare die absolute Mehrheit. Bei der Stichwahl am 29. März 2015 gewann das Gespann Marie-Louise Kuntz/Lucien Vetsch (beide Union de la Droite|UD) gegen Maria Albrech/Aymeric Perraud (beide FN) mit einem Stimmenanteil von 68,66 % (Wahlbeteiligung:44,07 %).
Seit 1967 hatte der Kanton folgende Abgeordnete im Rat des Départements:
| Vertreter im conseil général (1) des Départements | Vertreter im conseil général (1) des Départements | Vertreter im conseil général (1) des Départements         |
| Amtszeit                                          | Name                                              | Partei                                                    |
| ------------------------------------------------- | ------------------------------------------------- | --------------------------------------------------------- |
| 1967–1973                                         | M. Doerflinger                                    | Centre démocrate                                          |
| 1973–1979                                         | Maurice Déro                                      | Union des démocrates pour la République (UDR), danach RPR |
| 1979–1985                                         | Jean-Pierre Masseret                              | PS                                                        |
| 1985–1992                                         | Maurice Déro                                      | RPR                                                       |
| 1992–1998                                         | Raymond Doerflinger                               | UDF                                                       |
| 1998–2010                                         | Jean-Luc Bohl                                     | DVD, danach NC                                            |
| 2011–2015                                         | Lucien Vetsch                                     | DVD                                                       |
| 2015–                                             | Marie-Louise Kuntz Lucien Vetsch                  | Union de la Droite                                        |

(1) seit 2015 Departementrat